# Anders Fredrik Mollberg
Anders Fredrik Mollberg, född 17 juli 1846 i Uppsala, var en svensk akrobat och siminstruktör i Upsala Simsällskap mellan 1878 och 1879. Han är förmodligen mest känd för att ha uppfunnit mollbergaren, en vanligt förekommande dykning i simhopp. Hoppet återfinns inom gruppen "hopp framåt med rotation bakåt" och kan utföras med olika antal volter. Han lär ha uppfunnit hoppet av misstag, då han försökte göra en så kallad isander, men tog ett extra steg runt, det vill säga en hel volt.
Efter att ha tagit emot en hedersgåva, en snusdosa av silver, av Upsala Simsällskap, lämnade han 1879 sällskapet och Sverige för att bege sig till Förenta Staterna. I juni 1880 vet man att han lämnade Göteborg med avsikten att resa till Chicago. Han anlände dock aldrig dit.